# الفرسان الثلاثة (فلم 1993)
الفرسان الثلاثة (بالإنجليزية: The Three Musketeers) هو فيلم تيلفزيوني امريكي نمساوي كوميدي من إخراج ستيفن هيريك وإنتاج والت ديزني بيكتشرز كارافان بيكتشرز وشركة كيرنر الترفيه عام 1993 الفيلم مستند على رواية الفرسان الثلاثة للكاتب أليكساندر دوما عام 1844، ومن بطولة تشارلي شين كيفر ساذرلاند كريس أودونيل أوليفر بلات تيم كاري وريبيكا دي مورناي تم عرض الفيلم لأول مرة في 12 نوفمبر 1993.
في العالم العربي تم عرض الفيلم مترجم على قناة سبيس باور، في عام 2008.

## القصة
في عام 1625، ينطلق الشاب دارتانيان إلى باريس، فرنسا على أمل أن يسير على خطى والده المقتول وينظم إلى الفرسان، واثناء رحلته يلتقي بي أفضل ثلاثة فرسان (اثوس بورثوس واراميس الذي لم يكن يعلم انهم فرسان مما يؤدي إلى مبارزة بينهم وقبل ان تنتهي المبارزة يكشفون عن انفسهم ويقولون انهم فرسان ثم يقوم دارتانيان بالانضمام إلى الفرسان، ويكشف مؤمرة شريرة يخطط لها الكاردينال لتشكيل تحالف مع فرنسا والتي كانت عدوة فرنسا انذاك ثم يخبر الفرسان بالأمر وتبدأ مغامرات دارتانيان والفرسان الثلاثة لمنع هذه الخطة الشريرة

## طاقم التمثيل
- شارلي شين - آراميس
- كيفر ساذرلاند - أثوس
- كريس أودونيل - دارتانيان
- أوليفر بلات - بورثوس
- تيم كاري - الكاردينال ريشيليو
- ريبيكا دي مورناي - ميلادي دي وينتر
- غابرييل أنور - الملكة آن مايكل
- وينكوت - الكابتن روشفور
- بول ماكغان - جيرارد وجوساك
- جولي ديلبي - كونستانس
- هيو أوكونور - الملك لويس
- كريستوفر آدمسون - هنري
- هربرت فوكس - حارس النزل
- بوب أندرسون - (غير موثوق) كما الملك المبارزة المدرب

## روابط خارجية
- الفرسان الثلاثة على موقع IMDb (الإنجليزية)
- الفرسان الثلاثة على موقع ميتاكريتيك (الإنجليزية)
- الفرسان الثلاثة على موقع روتن توميتوز (الإنجليزية)
- الفرسان الثلاثة على موقع نتفليكس (الإنجليزية)
- الفرسان الثلاثة على موقع ألو سيني (الفرنسية)
- الفرسان الثلاثة على موقع أول موفي (الإنجليزية)
- الفرسان الثلاثة على موقع بوكس أوفيس موجو (الإنجليزية)
- الفرسان الثلاثة على موقع فيلمافينيتي (الإسبانية)
- الفرسان الثلاثة على موقع قاعدة بيانات الأفلام السويدية (السويدية)
- الفرسان الثلاثة على موقع قاعدة بيانات الفيلم (الإنجليزية)